# 群馬テレビエンタープライズ
群馬テレビエンタープライズ（ぐんまテレビエンタープライズ）は群馬県前橋市に本社を置く番組制作プロダクションおよび、広告代理店である。
1983年に（株）群馬プロデュース社として設立したが、現在では群馬テレビの子会社である。
同社は、群馬テレビなどで放送する各種放送番組の製作を行うほか、県内企業の広報映画・コマーシャルの製作、各企業のDVD作成、群馬テレビの元アナウンサーが契約する（事実上、群馬テレビ専属契約アナとみなせる）会社である。

## 主な制作番組
- 続・ゴルフ上達Q&A[HD]
- JAみどりの風
- みんなの時間
- 群馬県歌謡音楽大賞（1987年 - 2017年）
- 群馬県シニア歌謡グランプリ
- 私立高校TV入学案内
- 私立中学校通信
- JOYのASOBU-TV JOYnt!
- ぐんま一番
- オレ一応モデルなんですけど

## 過去の制作番組
- ぼくらの放送局
- Girls' Talk Trip ジョナサンと女子力UPの旅 協力。